# Charlotte Wilhelmine von Sachsen-Saalfeld

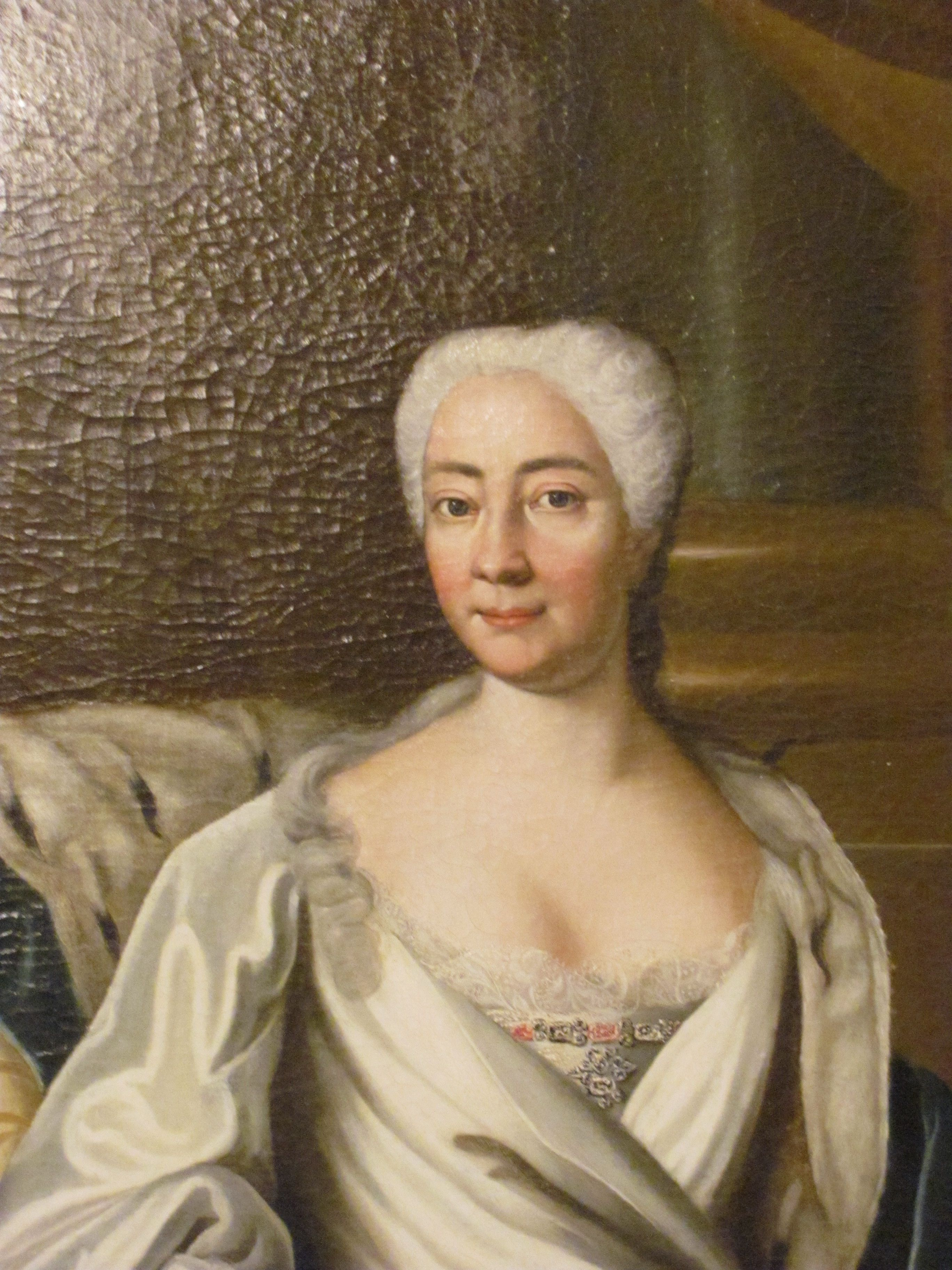
Charlotte Wilhelmine von Sachsen-Saalfeld, verheiratete Gräfin von Hanau

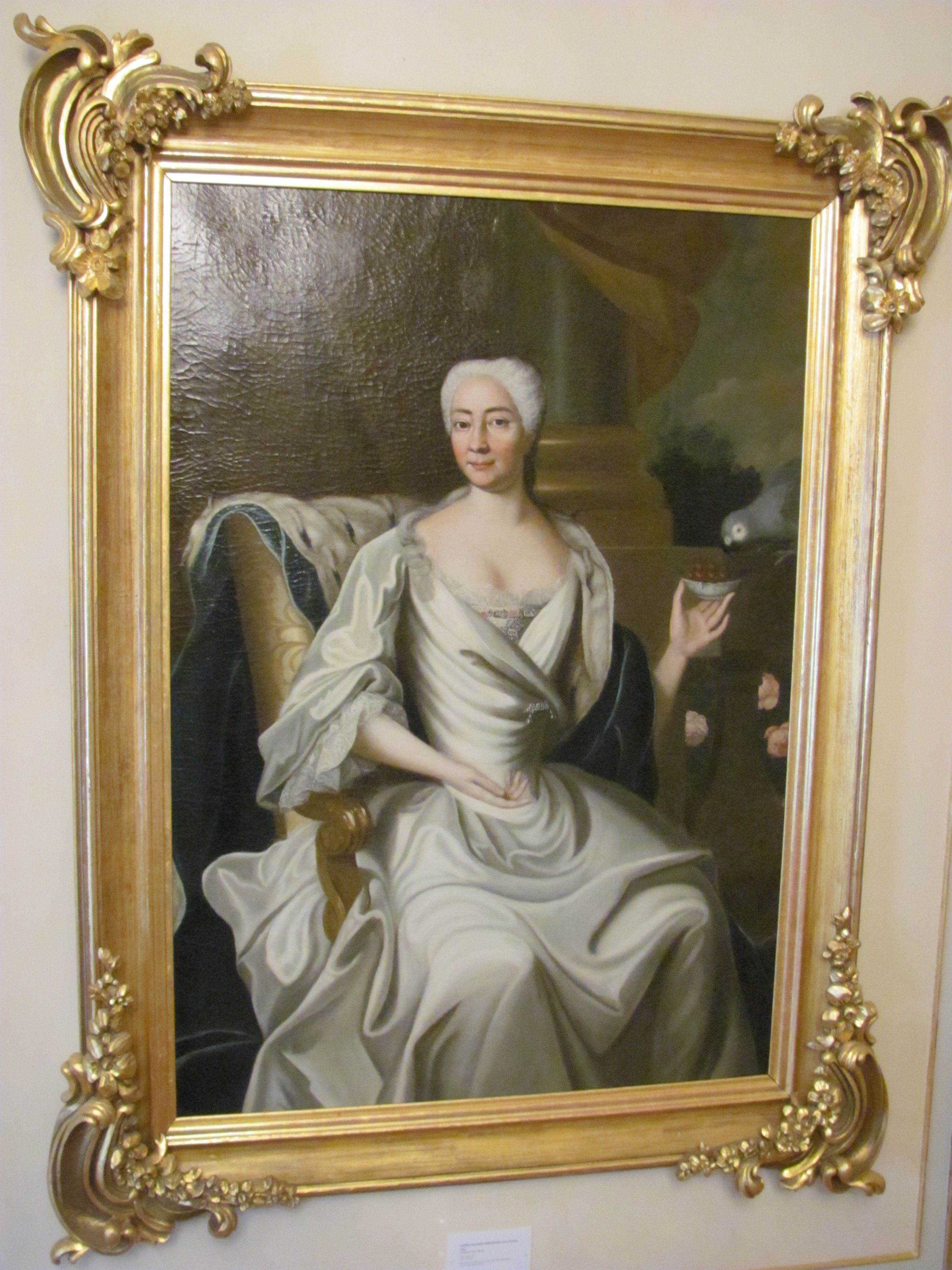

Prinzessin Charlotte Wilhelmine von Sachsen-Saalfeld (* 14. Juni 1685 in Coburg; † 5. April 1767 in Hanau) war eine deutsche Prinzessin und durch Heirat Gräfin von Hanau-Münzenberg.

## Herkunft und Heirat
Geboren wurde sie als Tochter des Herzogs Johann Ernst von Sachsen-Saalfeld und seiner Frau der Herzogin Sophie Hedwig von Sachsen-Merseburg (1660–1686).
Sie wurde mit dem Grafen Philipp Reinhard von Hanau-Münzenberg (1664–1712) verheiratet. Sie war die zweite Frau ihres Mannes und überlebte ihn um mehr als ein halbes Jahrhundert. Die Mitgift, die sie in ihre Ehe einbrachte, betrug 18.000 Gulden. Diese Ehe blieb allerdings kinderlos.

## Späteres Leben
Nach dem Tod ihres Mannes erhielt sie das Schloss Babenhausen als Witwensitz. Nachdem 1736 mit Graf Johann Reinhard III. der letzte Hanauer Graf gestorben war, die Grafschaft geteilt wurde und an die Landgrafschaften Hessen-Kassel und Hessen-Darmstadt fiel, wurde ihr als Witwensitz ein herrschaftliches Haus, das „Salzhaus“, in der Altstadt Hanau angewiesen, wo sie auch starb.

## Tod
Mit ihrem Tod starb das letzte überlebende Mitglied der Familie der Herren und Grafen von Hanau. Sie wurde am 11. April 1767 in der Familiengruft der Hanauer Grafen in der Lutherischen Kirche (heute: Alte Johanneskirche) in Hanau bestattet. Die Gruft wurde in den Bombenangriffen des Zweiten Weltkriegs weitestgehend zerstört.